# Telemor

Logo von Telemor

Telemor ist ein osttimoresisches Telekommunikationsunternehmen. Es ist eine Tochter des vietnamesischen Unternehmens Viettel. Die Firma wurde 2012 gegründet und hat ihren Sitz in Dilis Stadtteil Comoro.
Ab dem 10. Juli 2013 trat die Firma als Anbieter für Mobilnetz und Breitband-Internetanschlüsse auf und wurde innerhalb eines Jahres zum führenden Anbieter in Osttimor. Im September 2015 hatte man 450.000 Abonnenten, was 47 % des Marktanteils entspricht. 2015 deckte das Netz von Telemor 96 % der Bevölkerung ab und man hatte 2500 Verkaufsstellen im Land. 2014 erzielte Viettel Osttimor mit 25 Millionen US-Dollar eine Wachstumsrate von 280 % im Vergleich zum Vorjahr. Telemor gewann den Gold Award in der Kategorie „Das am schnellsten wachsende Unternehmen 2015 in Asien, Australien und Neuseeland“ im Rahmen der International Business Awards 2015 der US-amerikanischen Stevie Awards

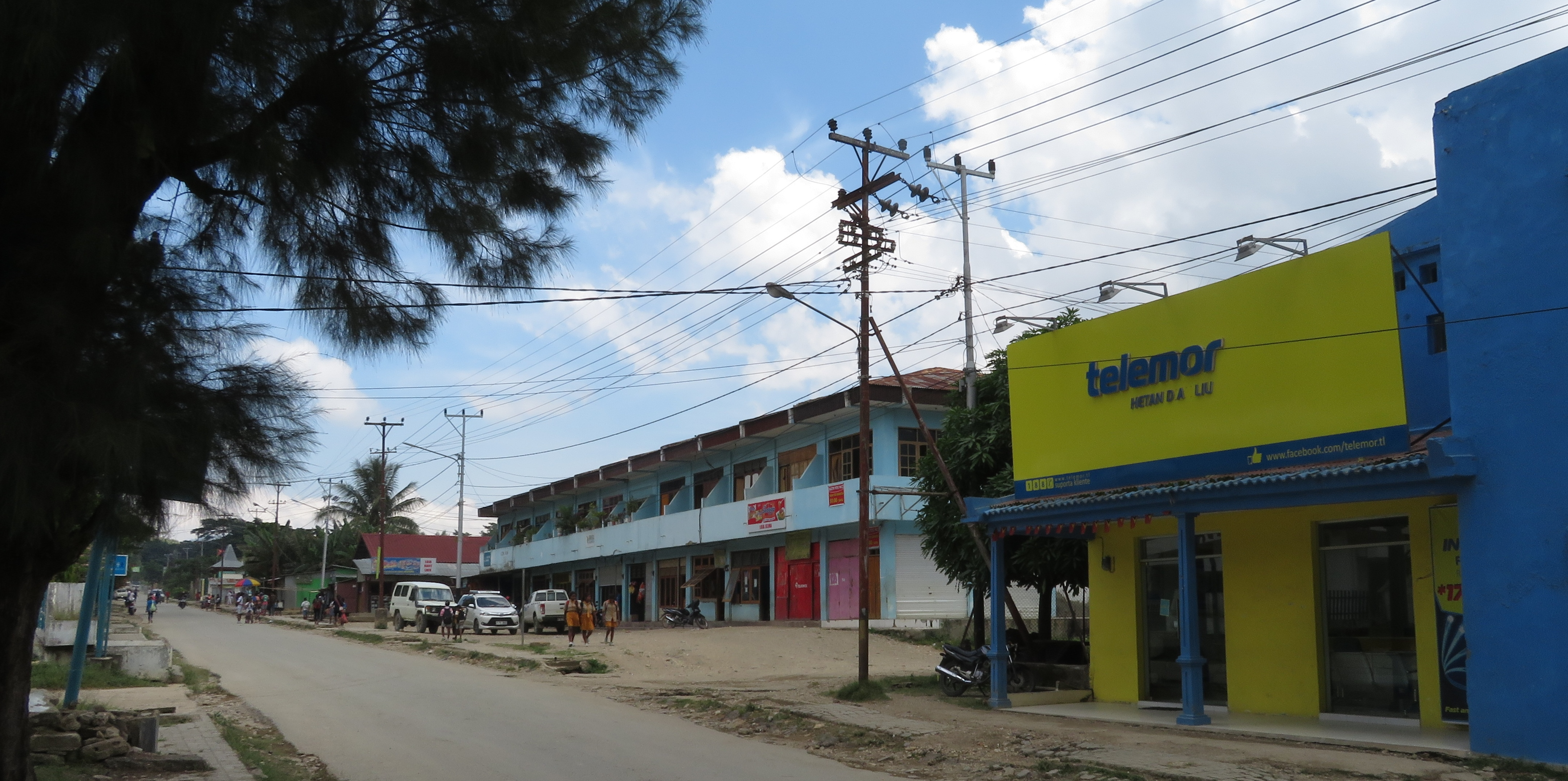
Telemor-Laden in Aileu

Der Erfolg lässt sich unter anderem durch günstige Preise erklären. Außerdem verteilte das Unternehmen auch kostenlose SIM-Karten an Schüler, Studenten, Lehrer, Polizisten und andere. Da Mobiltelefone bisher nur in geringen Mengen importiert wurden, waren sie verhältnismäßig teuer. Telemor importierte daher selbst Geräte in Containern und halbierte so die Anschaffungskosten. Von den 450.000 Abonnenten nutzten 400.000 Telefone von Telemor. Um Betriebskosten zu sparen, wurden Experten von außerhalb nicht in Hotels untergebracht, sondern in angemieteten Häusern. Beim Aufbau von Sendeanlagen im großenteils bergigen Gelände nutzte Telemor die Erfahrungen der vietnamesischen Muttergesellschaft und stellte einheimische Kräfte ein. Andere Anbieter mussten Baumaterialien mit Helikoptern in die ländlichen Gebiete bringen.
Als erstes Unternehmen bot Telemor 2017 ein 4G-Netz in Osttimor an. 2018 wurde ein mobiles Fernsehangebot und das mobile Geldtransfersystem Mosan gestartet, 2020 folgte 4G+ und die Multifunktions-App Kakoak.
Als einziges Telekommunikationsunternehmen in Osttimor hat Telemor im Land ein Glasfasernetz.
2019 überschritt die Abonnentenzahl 600.000.